# Bahnstrecke Jabłonowo Pomorskie–Prabuty
| Streckennummer: | 232                                                                           |                                                                                 |                                                                                 |
| Kursbuchstrecke: | 117c (Kisielice (Freystadt (Westpr)) – Prabuty (Riesenburg) 1934) zuletzt 414 |                                                                                 |                                                                                 |
| Streckenlänge: | 48,500 km                                                                     |                                                                                 |                                                                                 |
| Spurweite: | 1435 mm (Normalspur)                                                          |                                                                                 |                                                                                 |
| |                                                                               |                                                                                 |                                                                                 |
| \| \| \| von Toruń (Thorn) \| \| \| \| \| von Grudziądz (Graudenz) \| \| \| \| 0,000 \| Jabłonowo Pomorskie (Jablonowo/Goßlershausen) \| 94 m \| \| \| \| nach Brodnica (Strasburg (Westpr)) \| \| \| \| \| nach Iława (Deutsch Eylau) \| \| \| \| 3,082 \| Nowa Wieś Szlachecka (Adlig Neudorf; ab 1918) \| 93 m \| \| \| 6,699 \| Buk Pomorski (Buchwalde (Westpr)) \| 80 m \| \| \| 10,656 \| Szarnoś (Scharnhorst) \| 99 m \| \| \| 16,972 \| Łasin Pomorski (Plessen) \| 92 m \| \| \| 21,494 \| Zawdzka Wola (Sawdin/Sauden) \| 110 m \| \| \| \| \| \| \| \| \| Woiwodschaften Kujawien-Pommern und Ermland-Masuren 1920–1939 Polen/Deutschland \| \| \| \| \| \| \| \| \| \| von Biskupiec Pomorski Miasto (Bischofswerder (Westpr) Stadt) \| \| \| \| 30,060 \| Kisielice (Freystadt (Westpr)) \| 101 m \| \| \| \| von Kwidzyn (Marienwerder) \| \| \| \| 35,794 \| Pławty Wielkie (Groß Plauth) \| 101 m \| \| \| \| Woiwodschaften Ermland-Masuren und Pommern \| \| \| \| 41,693 \| Półko Pomorski (Polken-Seeberg) \| 107 m \| \| \| \| von Myślice (Miswalde) \| \| \| \| \| von Iława (Deutsch Eylau) \| \| \| \| 48,566 \| Prabuty (Riesenburg) \| 100 m \| \| \| \| nach Kwidzyn (Marienwerder) \| \| \| \| \| nach Malbork (Marienburg) \| \| |                                                                               |                                                                                 |                                                                                 |
| Strecke |                                                                               | von Toruń (Thorn)                                                               | von Toruń (Thorn)                                                               |
| Abzweig geradeaus und von links |                                                                               | von Grudziądz (Graudenz)                                                        | von Grudziądz (Graudenz)                                                        |
| Bahnhof | 0,000                                                                         | Jabłonowo Pomorskie (Jablonowo/Goßlershausen)                                   | 94 m                                                                            |
| Abzweig geradeaus und nach rechts |                                                                               | nach Brodnica (Strasburg (Westpr))                                              | nach Brodnica (Strasburg (Westpr))                                              |
| Abzweig ehemals geradeaus und nach rechts |                                                                               | nach Iława (Deutsch Eylau)                                                      | nach Iława (Deutsch Eylau)                                                      |
| Bahnhof (Strecke außer Betrieb) | 3,082                                                                         | Nowa Wieś Szlachecka (Adlig Neudorf; ab 1918)                                   | 93 m                                                                            |
| Bahnhof (Strecke außer Betrieb) | 6,699                                                                         | Buk Pomorski (Buchwalde (Westpr))                                               | 80 m                                                                            |
| Bahnhof (Strecke außer Betrieb) | 10,656                                                                        | Szarnoś (Scharnhorst)                                                           | 99 m                                                                            |
| Bahnhof (Strecke außer Betrieb) | 16,972                                                                        | Łasin Pomorski (Plessen)                                                        | 92 m                                                                            |
| Bahnhof (Strecke außer Betrieb) | 21,494                                                                        | Zawdzka Wola (Sawdin/Sauden)                                                    | 110 m                                                                           |
| |                                                                               |                                                                                 |                                                                                 |
| Grenze (Strecke außer Betrieb) |                                                                               | Woiwodschaften Kujawien-Pommern und Ermland-Masuren 1920–1939 Polen/Deutschland | Woiwodschaften Kujawien-Pommern und Ermland-Masuren 1920–1939 Polen/Deutschland |
| |                                                                               |                                                                                 |                                                                                 |
| Abzweig geradeaus und von rechts (Strecke außer Betrieb) |                                                                               | von Biskupiec Pomorski Miasto (Bischofswerder (Westpr) Stadt)                   | von Biskupiec Pomorski Miasto (Bischofswerder (Westpr) Stadt)                   |
| Bahnhof (Strecke außer Betrieb) | 30,060                                                                        | Kisielice (Freystadt (Westpr))                                                  | 101 m                                                                           |
| Abzweig geradeaus und nach links (Strecke außer Betrieb) |                                                                               | von Kwidzyn (Marienwerder)                                                      | von Kwidzyn (Marienwerder)                                                      |
| Haltepunkt / Haltestelle (Strecke außer Betrieb) | 35,794                                                                        | Pławty Wielkie (Groß Plauth)                                                    | 101 m                                                                           |
| Grenze (Strecke außer Betrieb) |                                                                               | Woiwodschaften Ermland-Masuren und Pommern                                      | Woiwodschaften Ermland-Masuren und Pommern                                      |
| Bahnhof (Strecke außer Betrieb) | 41,693                                                                        | Półko Pomorski (Polken-Seeberg)                                                 | 107 m                                                                           |
| Abzweig geradeaus und von rechts (Strecke außer Betrieb) |                                                                               | von Myślice (Miswalde)                                                          | von Myślice (Miswalde)                                                          |
| Abzweig ehemals geradeaus und von rechts |                                                                               | von Iława (Deutsch Eylau)                                                       | von Iława (Deutsch Eylau)                                                       |
| Bahnhof | 48,566                                                                        | Prabuty (Riesenburg)                                                            | 100 m                                                                           |
| Abzweig geradeaus und nach links |                                                                               | nach Kwidzyn (Marienwerder)                                                     | nach Kwidzyn (Marienwerder)                                                     |
| Strecke |                                                                               | nach Malbork (Marienburg)                                                       | nach Malbork (Marienburg)                                                       |

Die Bahnstrecke Jabłonowo Pomorskie–Prabuty (Jablonowo/Goßlershausen–Riesenburg) ist eine ehemalige eingleisige und nicht elektrifizierte Eisenbahnstrecke in den polnischen Woiwodschaften Kujawien-Pommern, Ermland-Masuren und Pommern.

## Verlauf

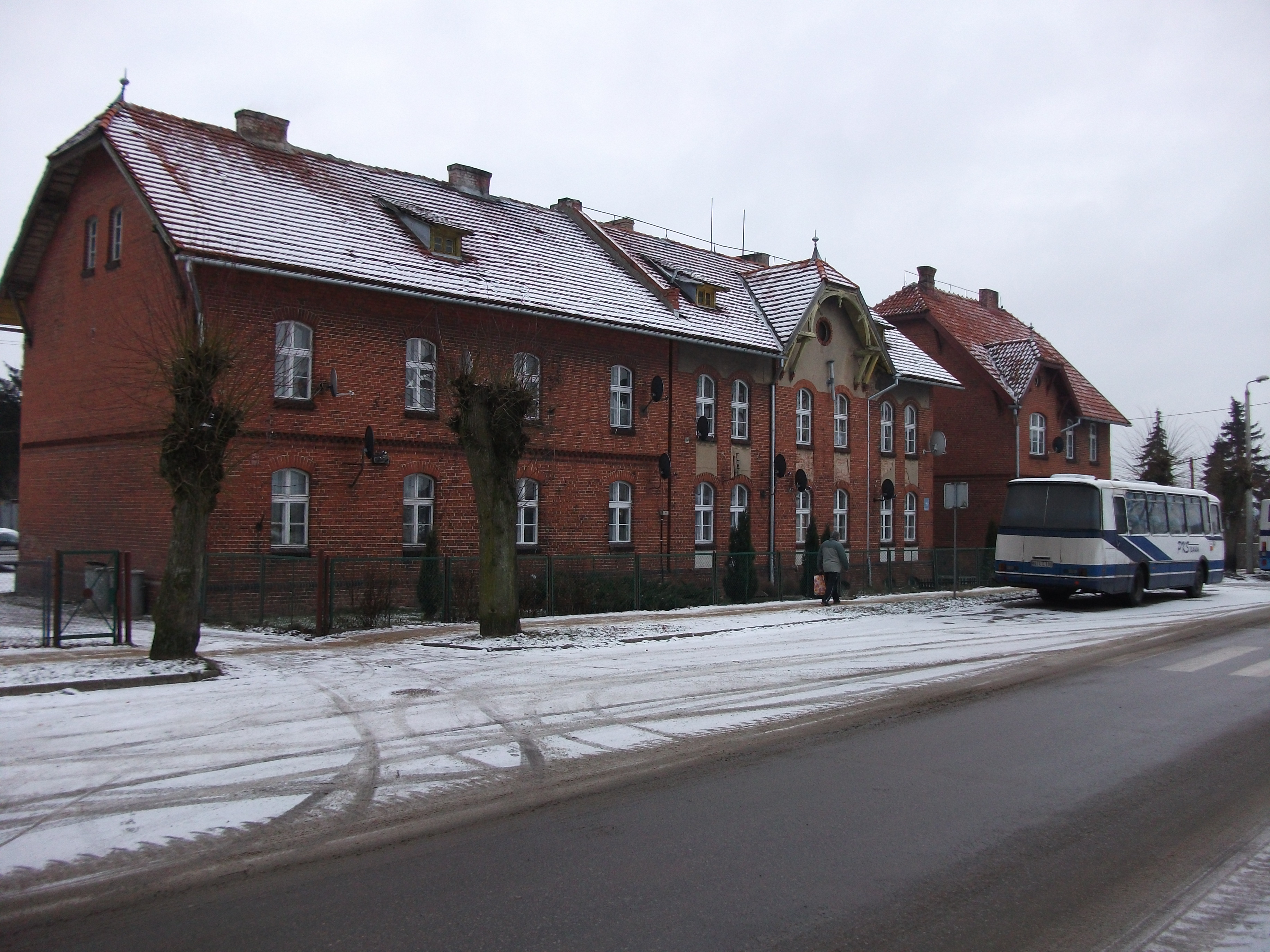
Bahnhof Kisielice (2010)

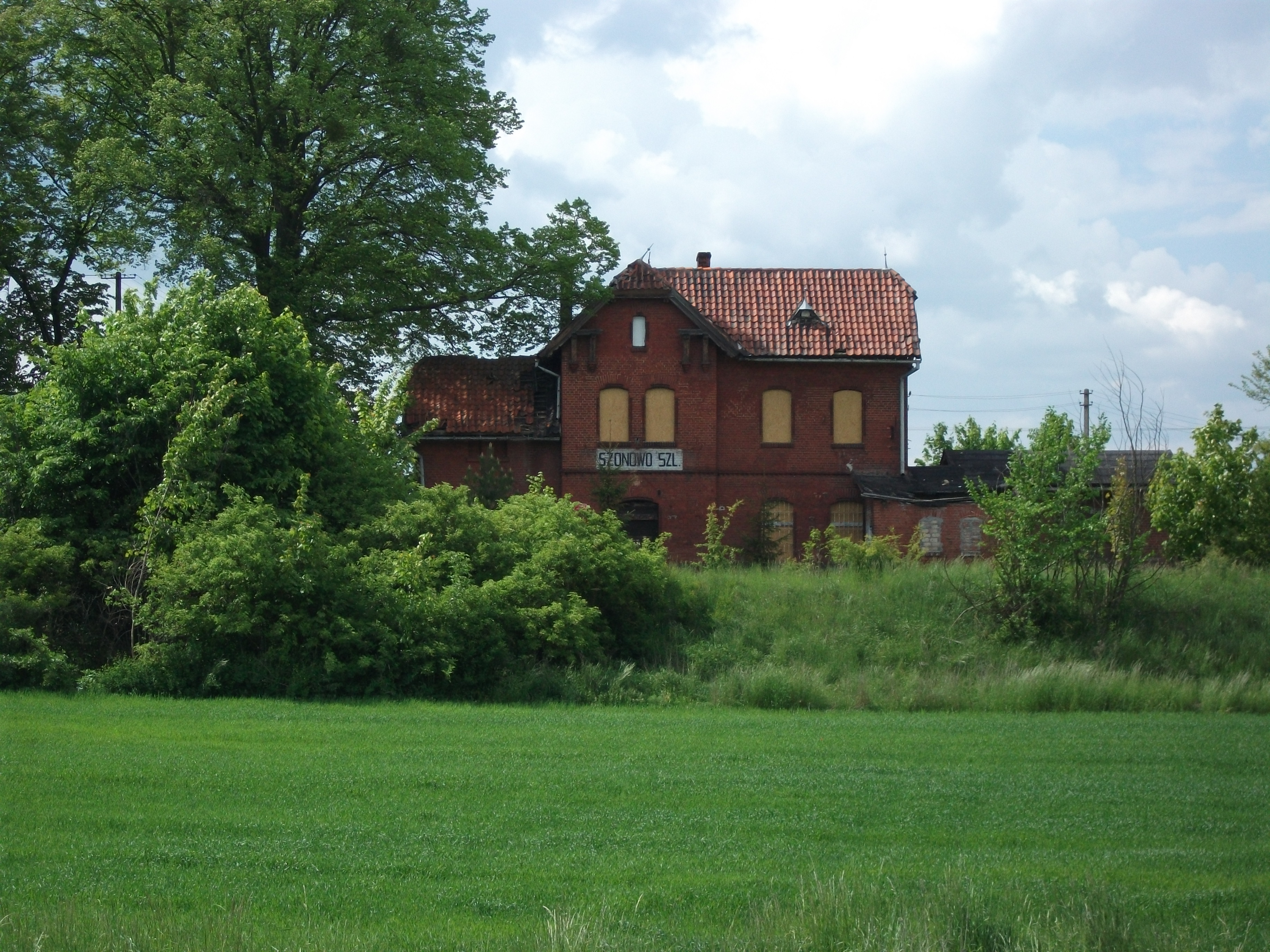
Bahnhof Łasin Pomorski (2014) – mit Aufschrift des vorherigen Bahnhofsnamens Szonowo Szlacheckie

Die Strecke begann im an den Strecken Toruń–Olsztyn und Działdowo–Chojnice gelegenen Bahnhof Jabłonowo Pomorskie (Jablonowo/Goßlershausen) in Kujawien-Pommern und verlief nordwärts über den Bahnhof Kisielice (Freystadt (Westpreußen); km 30,060) in Ermland-Masuren, den früheren Endpunkt der seit 1945 nicht mehr betriebenen Strecke von Marienwerder und früheren Beginn der Strecke nach Biskupiec Pomorski Miasto, zum Bahnhof Prabuty (Riesenburg; km 48,566) in Pommern an der Fernstrecke Warschau–Danzig, den Beginn der nicht mehr im Personenverkehr bedienten Strecke nach Kwidzyn und der bereits seit 1945 nicht mehr genutzten Strecke von Miswalde.

## Geschichte
Die Strecke von Jablonowo über Freystadt nach Riesenburg wurde am 1. Oktober 1899 von den Preußischen Staatseisenbahnen (Direktion Danzig) eröffnet, die Zweigstrecke von Freystadt nach Marienwerder folgte am 15. Januar 1900. Nach dem verlorenen Ersten Weltkrieg musste das Deutsche Reich 1920 infolge des Versailler Vertrags den sogenannten Polnischen Korridor an das wiederentstandene Polen abtreten, sodass nun zwischen Sawdin und Freystadt die neue polnisch-deutsche Grenze lag. Dadurch wurde die Strecke unterbrochen, auch nachdem das Deutsche Reich Polen 1939 besetzt hatte und die ganze Strecke zur Deutschen Reichsbahn (Direktion Danzig) gehörte, wurde sie nicht wieder in Betrieb genommen. Dies geschah erst 1946, als die Strecke nun komplett zu den Polnischen Staatseisenbahnen gehörte. Seit 1992 ist die Strecke stillgelegt.